# Jarque de Moncayo
Jarque de Moncayo (kurz Jarque) ist ein nordspanischer Ort und eine Gemeinde (municipio) mit 381 Einwohnern (Stand: 2024) im Westen der Provinz Saragossa in der Autonomen Region Aragonien. Der Ort gehört zur bevölkerungsarmen Serranía Celtibérica.

## Lage und Klima
Der Ort Jarque de Moncayo liegt auf beiden Ufern des Río Aranda etwa 94 km (Fahrtstrecke) westlich der Provinzhauptstadt Saragossa in einer Höhe von ca. 630 bis 710 m; die sehenswerte Stadt Calatayud befindet sich gut 46 km südlich. Das Klima ist gemäßigt bis warm; Regen (ca. 440 mm/Jahr) fällt mit Ausnahme der eher trockenen Sommermonate übers Jahr verteilt.

## Bevölkerungsentwicklung
| Jahr      | 1857  | 1900  | 1950  | 2000 | 2017 |
| Einwohner | 1.352 | 1.441 | 1.148 | 583  | 448  |

Die Mechanisierung der Landwirtschaft, die Aufgabe bäuerlicher Kleinbetriebe und der damit verbundene Verlust von Arbeitsplätzen führten seit Beginn des 20. Jahrhunderts zu einem deutlichen Rückgang der Landbevölkerung; diese wanderte in die kleineren und größeren Städte ab (Landflucht).

## Wirtschaft
Jahrhundertelang lebten die Bewohner des Ortes direkt oder indirekt als Selbstversorger von der Landwirtschaft, zu der auch die Viehhaltung gehörte. Heute gibt es zahlreiche Obstbäume und Gemüsefelder. Außerdem werden Ferienwohnungen (casas rurales) vermietet.

## Geschichte
Keltiberische, römische und westgotische Siedlungsspuren wurden bislang nicht entdeckt. Im 8. Jahrhundert drangen arabisch-maurische Heere bis ins obere Ebro-Tal vor; in Jarque (Siarchum) lebte eine große Zahl von Muslimen. Um das Jahr 1120 wurde die Gegend von Alfons I. von Aragón zurückerobert (reconquista). Später war sie zwischen den Königreichen Aragón und Kastilien umstritten. Der Territorialstreit mit Kastilien endete erst mit der Eheschließung der Katholischen Könige Isabella I. von Kastilien und Ferdinand II. von Aragón im Jahr 1469. In den Jahren 1609 bis 1615 wurden alle Morisken erneut aufgefordert, sich öffentlich zum Christentum zu bekennen oder auszuwandern.

## Sehenswürdigkeiten
- Der Bau der heute in Ruinen liegenden Burg (castillo) wird Lope Fernández de Luna zugeschrieben und in die Zeit der kriegerischen Auseinandersetzungen Aragón mit Kastilien (Guerra de los Dos Pedros) datiert. Ungewöhnlich sind die hohen konisch abgeschrägten Eckrundtürme.[4][5]
- Die einschiffige Pfarrkirche Nuestra Señora de la Presentación stammt aus dem 17. Jahrhundert; sie wurde aus einer Mischung von Bruch-, Werk- und Ziegelsteinen errichtet. Der gänzlich aus Ziegelsteinen gemauerte Glockenturm (campanar) stammt aus derselben Zeit. Das von Seitenkapellen gesäumte Kirchenschiff wird von einem Stichkappengewölbe überdeckt; die Apsis schließt außen flach und innen polygonal.[6]